# Prionocera ringdahli
Prionocera ringdahli is een tweevleugelige uit de familie langpootmuggen (Tipulidae). De soort komt voor in het Palearctisch en Nearctisch gebied.